# Юрченко, Татьяна Александровна
Татьяна Александровна Юрченко (род. 24 мая 1993 года) - казахстанская легкоатлетка, специализирующаяся в беге на средние дистанции.

## Карьера
Легкой атлетикой занимается с 7 класса. Тренируется в Петропавловске. Тренер - П.Н. Литвиненко (школа высшего спортивного мастерства).
На Азиатских Юношеских играх 2009 года в Сингапуре была пятой на дистанции 1500 метров, а в эстафете юные казахстанки стали четвёртыми.
Татьяна участвовала в юниорском чемпионате Азии 2012 года в Шри-Ланке. Она стала третьей в забеге на 800 метров и первой в эстафете 4Х400.
Принимала участие в юниорском чемпионате мира 2012 года. В своём забеге была последней и не вышла в полуфинальные забеги.
В 2013 году она стала чемпионкой Казахстана в беге на 800 метров.
На чемпионате Азии в помещении 2014 года победила на дистанции 800 метров. А вторую золотую медаль выиграла в эстафете 4х400 метров.
Студентка Северо-Казахстанского государственного университета.